# 극장판 도라에몽: 진구의 공룡대탐험
극장판 도라에몽: 진구의 공룡대탐험(映画ドラえもん のび太の恐竜 2006)는 2006년 3월 4일 일본에서 개봉한 26번째 도라에몽 극장판이다. 미즈타 와사비 성우진 시리즈으로는 첫 번째 작품이다. 1980년작인 노비타의 공룡을 리메이크 한 작품이다. 리메이크한 작품 중 유일하게 신(新)이 들어가지 않고 대신 개봉년도인 2006이 들어간 작품이다. 흥행수익은 32.8억엔이다. 대한민국에서는 2009년 7월 15일 《진구의 공룡대탐험》이라는 제목으로 개봉하였다.

## 주제곡

### 오프닝
오프닝인 '부둥켜 안아요(ハグしちゃお)'는 나츠카와 리미가 부른 노래로, 신 도라에몽 오프닝으로도 사용되었다
또 다음 영화인 신마계대모험에서도 사용되었다

### 엔딩
'나의 노트(ボクノート)'는 스키마스위치가 불렀다.

## 등장 인물
피스케(ピー助)
카미키 류노스케 / 김성연
도라에몽
미즈타 와사비/문남숙
노비 노비타
오오하라 메구미(본명-쓰마부키 사토시)/김정아
미나모토 시즈카
카카즈 유미/조현정
호네카와 스네오
세키 토모카즈/이현주
고다 타케시(별명-자이언)
키무라 스바루/최석필
노비 타마코(노비타의 엄마)
미츠이시 코토노/임은정
노비 노비스케 (1세) (노비타의 아빠)
마쓰모토 야스노리/김정은
스네오의 엄마
타카야마 미나미/서유리

## 스태프
- 원작 - 후지코 F. 후지오
- 감독 - 와타나베 아유무, 쿠스바 코조
- 총감독 - 쿠스바 코조
- 작화 감독 - 고니시 겐이치
- CG 감독 - 키부네토 쿠쓰미
- 촬영감독 - 쿠마 마사히로
- 편집 - 오카야스 하지메
- 녹음감독 - 다나카 아키요시
- 효과 - 이토카와 유키요시
- 음악 - 사와다 칸
- 치프 프로듀서 - 마시코 아지로, 스기야마 노부로
- 감독 ・ 그림 콘티 - 와타나베 아유무
- 연출 - 미야시타 신페이
- 동영상 검사 - 오노 준코 , 야마니시 코지, 사와다 히로미, 야기 이쿠로
- 색채설계 - 마쓰타니 사나에
- 색채설계 보좌 - 호리코시 토모코
- 마무리 검사 - 이마이즈미 히로미
- 마무리 담당 - 노나카 사치코
- 특수 효과 - 센바 유타카
- 보너스 만화 작화 - 무기와라 신타로
- 보너스 만화 제작 - 타임머신
- 애니메이션 협력 - 베가엔터테인먼트
- 제작 사무 - 스기노 유키, 하토리 타카히로, 미와자와 에이타로
- 제작 진행 - 히로카와 코지, 니시카와 아키로, 야쿠와 신노스케, 후카 토오루
- 원화 제작 - 베시 나오키
- 제작 데스크 - 소토자키 마코토, 야마자키 토모후니
- 프로듀서 - 오구라 쿠미, 요시카와 다이스케, 야마자키 다쓰오
- 제작 - 영화 도라에몽 제작 위원회(후지코프로, 쇼가쿠칸, TV아사히, ADK, 쇼가쿠칸 프로덕션)

특보 영화 제작진
- 그림 콘티 - 와타나베 아유무
- 원화 - 카네코 시즈에